# Hengerszivacs
A hengerszivacs (Aplysina aerophoba) a szaruszivacsok (Demospongiae) osztályának Verongida rendjébe, ezen belül az Aplysinidae családjába tartozó faj.

## Előfordulása
A hengerszivacs elterjedési területe a Földközi-tenger egész medencéje, valamint az Atlanti-óceán a Vizcayai-öböltől a Mexikói-öbölig. Afrika nyugati partjain is fellelhető.

## Megjelenése

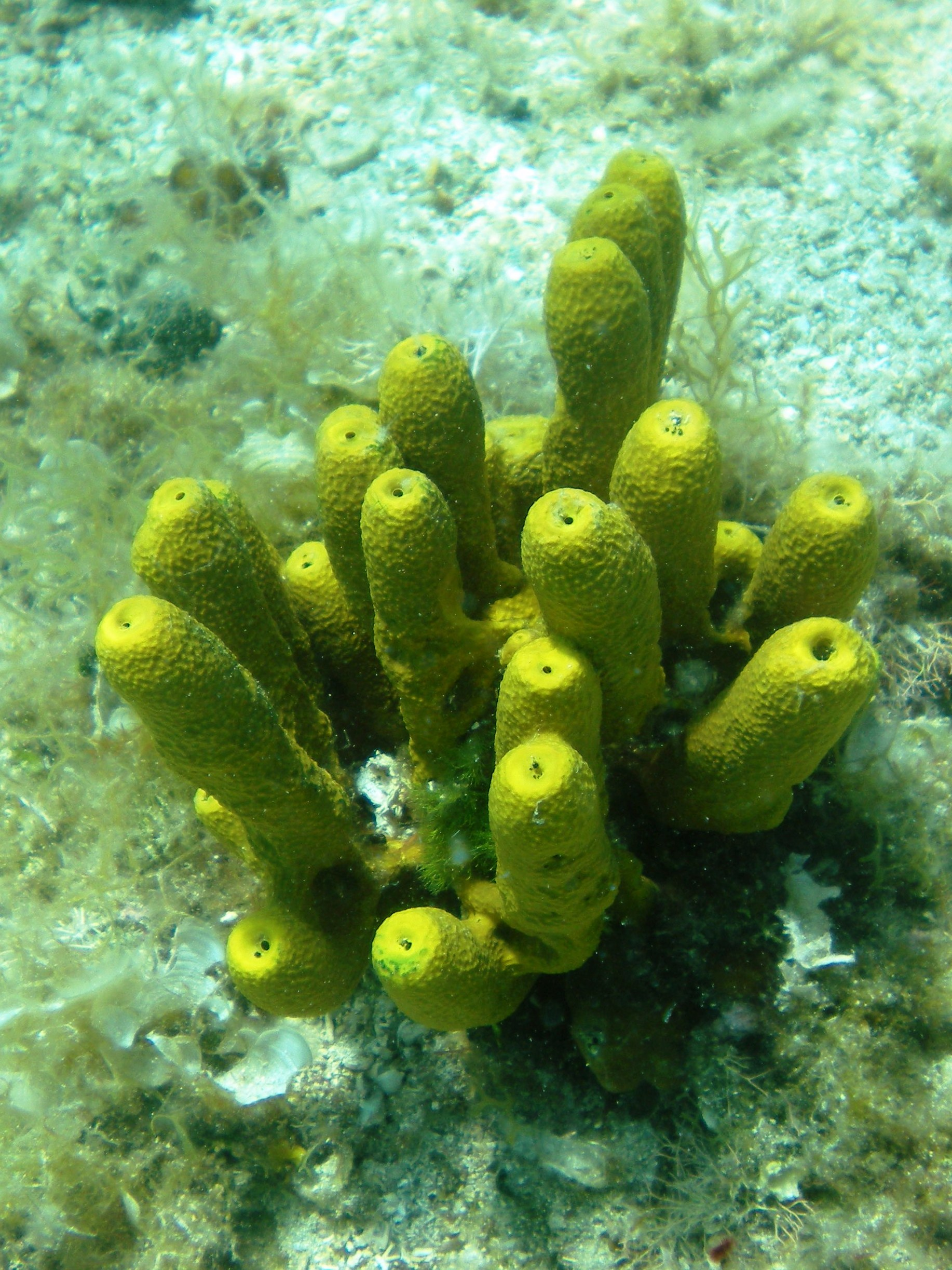
a természetes élőhelyén

A tengeri állat hálószerű vázát nagy sponginfonalak (szaruhoz hasonló rugalmas, szilárdabb fehérje) alkotják, benne váztűk vagy egyéb zárványok nem találhatók. Az aranysárga színű, 8 centiméter magasságot elérő és 1-2 centiméter széles, hengeres kürtök egyenetlen felületűek. A vízkivezető nyílások az ellaposodó kúp közepén fekszenek. Levegőn vagy édesvízben a szivacs elveszíti szép színét, és feketés-zöldre változik.

## Életmódja
Az élőlény 2-10 méter mélységben, nyugalmas öblökben sziklás aljzaton vagy tengerifűmezők (Zostera) között fordul elő nagyobb csoportokban. A hengerszivacs a vízben lebegő szerves törmelékkel, parányi plankton szervezetekkel táplálkozik, melyeket a testén keresztülhajtott vízből szűr ki. Tápanyagellátását és lélegzését kedvezően befolyásolják a tengeráramlások.
A hengerszivacsban, a Pseudoclausia longiseta evezőlábú rák és a Desulfoluna spongiiphila baktérium élősködik.